# Não matar

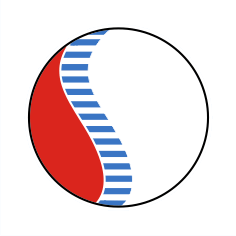
Este logo, criado por Glenn D. Paige, explica o conceito do não matar combinando o velho símbolo asiático do yin-yang com o recente descobrimento neurológico que indica que o estímulo dos circuitos entre os sistemas cerebrais que controlam as emoções e o movimento podem ajudar a mudar o comportamento humano de violento a não violento. De forma análoga, as iniciativas criativas transformadoras (em azul), apoiadas nas capacidades humanas do não matar (em branco), podem trazer o fim das mortes intencionais entre humanos(em vermelho)

Não matar (do inglês: nonkilling) faz referência a sociedades humanas nas quais a morte intencional, ameaças de morte e condições que levem ao matar estejam ausentes. Assim como "não-violência", o conceito faz referência não a uma negação senão a uma afirmação. Embora o uso do termo no âmbito acadêmico se relacione habitualmente com a morte de seres humanos, em ocasiões estende-se para animais e outras formas de vida. Este também é o caso do uso tradicional do termo "não-matar" no marco da ética budista expressada no primeiro preceito da Pancasalia, de forma similar a outras tradições espirituais. De forma significativa, o termo foi usado recentemente na "Carta por um Mundo sem Violência" aprovada pela Oitava Cimeira Mundial de Prémios Nobel da Paz.
Analisando a sua origem, o não matar complementa os conceitos de paz (ausência de guerra e das condições que possam desembocar nela), não violência (psicológica, física e estrutural), e ahiṃsā (não machucar com pensamentos, palavras ou ações). Sem excluir nenhuma das anteriores, o não matar oferece um enfoque diferente caracterizado pelo carácter medível dos seus objetivos e da natureza aberta da sua realização. Enquanto o uso de termos como «não violência» e «paz» frequentemente seguem a forma de argumentação clássica por meio de ideais abstratas que podem levar à passividade, o matar (e seu oposto, o não matar) pode ser quantificado e relacionado a causas específicas seguindo o enfoque da saúde pública (prevenção, intervenção e transformação pós-traumática) rumo à progressiva erradicação do matar. Esta lógica segue as recomendações da Organização Mundial da Saúde, que classificou a violência como uma "doença prevenível"
Por outra parte, o não matar não estabelece nenhum caminho predeterminado para chegar a uma sociedade livre de mortes intencionais, na forma em que o fazem algumas ideologias ou tradições espirituais que promovem a abstenção de tirar vidas humanas. Como enfoque aberto, apela à infinita criatividade e variabilidade humanas, estimulando explorações continuas nos campos da educação, a pesquisa, a ação social e a construção de políticas, e desenvolvendo um amplo leque de alternativas científicas, institucionais, educativas, políticas, econômicas e espirituais à letalidade humana. Ainda, apesar do seu enfoque específico, o não matar também aborda questões sociais mais amplas.
Em relação à agressão psicológica, os ataques físicos e a tortura que tencionam aterrorizar com ameaças de morte, manifesta ou latente, o não matar implica a remoção das suas causas psico-sociais. Enquanto a morte de seres humanos derivada de condições sócio-econômicas estruturais produto do desenvolvimento de capacidades letais assim como resultado da desvio de recursos para fins letais, o não matar implica remover as privações ligadas à letalidade. Em relação às ameaças à viabilidade da biosfera, o não matar implica a ausência de ataques diretos contra os recursos que sustentam a vida e o fim da degradação indireta associada com a letalidade. Em relação às formas de matar acidentais, o não matar implica a criação e desenvolvimento das condições sociais e tecnológicas que levem à sua eliminação.
No seu livro Nonkilling Global Political Science, Glenn D. Paige estimou que menos de 0,5% de todos os humanos que tem existido mataram a outros humanos. Ainda, há evidencias antropológicas que apontam a que em certas culturas e sociedades o matar ocupa níveis estatisticamente insignificantes. Já que os humanos viveram exclusivamente como caçadores-recoletores — uma forma de organização social que plasma os atributos de uma sociedade do não matar- durante 99% da sua existência, também parece obvio que os níveis de violência e mortes intencionais também foram muito reduzidos durante a maior parte da história do Homo sapiens sapiens.